# Sam Mangwana
Sam Mangwana (Kinsasa, 21 de febrero de 1945), es un músico congoleño, nacido de un padres migrantes angoleños. Es el líder de sus bandas Festival Maquisards y African All Stars. Mangwana fue miembro de la banda seminal de Franco Luambo Makiadi, T.P.O.K. Jazz, y las bandas de Tabu Ley Rochereau, African Fiesta, African Fiesta National y Afrisa International. 

## Biografía
Nació el 21 de febrero de 1945 en Leopoldville, ahora Kinshasa, la capital de la República Democrática del Congo, y la ciudad más grande de ese país. Su padre era originario de Zimbabue y la madre de Sam era nativa de la vecina Angola.
El debut profesional de Mangwana ocurrió en 1963 con la banda de rumba Congo-Kinshasa, African Fiesta, propiedad y dirigida por Tabu Ley Rochereau. Mangwana cruzó el río Congo hasta Brazzaville, donde formó un grupo de corta duración llamado Los Batchichas. También trabajó con los más establecidos Negro Band y Orchestre Tembo. Luego cruzó de regreso a Kinshasa donde se unió a Tabu Ley, cuya banda ahora se conocía como African Fiesta National.
En 1967, Mangwana se fue nuevamente para formar el Festival des Maquisards. La banda incluyó a destacados artistas de grabación; vocalista Dalienst, guitarrista Dizzy Mandjeku y guitarrista principal Michelino. Dos años después, Sam Mangwana estaba nuevamente en movimiento. Grabó dúos con un guitarrista llamado Jean Paul "Guvano" Vangu, hasta 1972.
En 1972 se unió a TPOK Jazz, dirigido por el legendario Franco. Mangwana a menudo interpretaba al cantante principal en composiciones del guitarrista de OK Jazz, Simaro Lutumba. Su popularidad aumentó enormemente durante este tiempo. La colaboración con Simaro produjo tres éxitos extraordinarios: "Ebale ya Zaire", "Cedou" y "Mabele". Dejó OK Jazz y brevemente para volver a unirse a la banda de Tabu Ley, ahora llamada Afrisa. Luego se fue nuevamente, esta vez mudándose a Abiyán, Costa de Marfil, en África occidental. En 1978 formó, junto con otros, la banda African All Stars.
Cuando los All Stars se separaron en 1979, se convirtió en un artista solista. Grabó y realizó giras con diversas combinaciones de músicos. "Maria Tebbo" (1980) con restos de All Stars, "Coopération" (1982) con Franco, "Canta Moçambique" (1983) con Mandjeku, y álbumes con el saxofonista Empompo Loway bajo los nombres "Tiers Monde Coopération" y "Tiers Monde Révolution "fue lo más destacado de su carrera en la década de 1980.
Debido a sus frecuentes idas y venidas, ganó el sobrenombre de "pigeon voyageur" (paloma viajera). En la década de 2000, Sam Mangwana pasa la mayor parte de su tiempo en Angola, emergiendo periódicamente para realizar conciertos en Europa.

## Discografía
- Le Festival Des Maquisards (1971)
- Sam Mangwana Du Zaire Vol. 1 (1977)
- Zela Ngai Nasala (1978)
- Sam Mangwana (1979)
- Suzana Coulibaly (1979)
- Sam Mangwana Et L'African All Stars International (1979)
- Maria Tebbo (1979)
- Est-Ce Que Tu Moyens? 1 (1979)
- Kumba (1979)
- Mamadou (1979)
- Sam Mangwana (1979)
- L'International Sam Mangwana 1 & 2 (1981)
- Affaire Video (1982)
- Désespoir (1982)
- Sam Mangwana Et L'African All Stars (1982)
- Franco Et Sam Mangwana Avec Le T.P. O.K. Jazz Dans Odongo (1982)
- Consommez Local (1982)
- Bonne Année (1983)
- Canta Mocambique (1983)
- Fatimata (1986)
- Tiers Monde Revolution (1986)
- Aladji (1987)
- Mégamix (1989)
- Franco Joue Avec Sam Mangwana (1988)
- Les Rumeurs (1989)
- For Ever (1989)
- Rumba Music (1993)
- No Me Digas No (1995)
- Galo Negro (1998)
- Sam Mangwana Sings Dino Vangu (2000)
- Cantos de Esperança (2003)
- Lubamba (2016)